# Josefin Brink

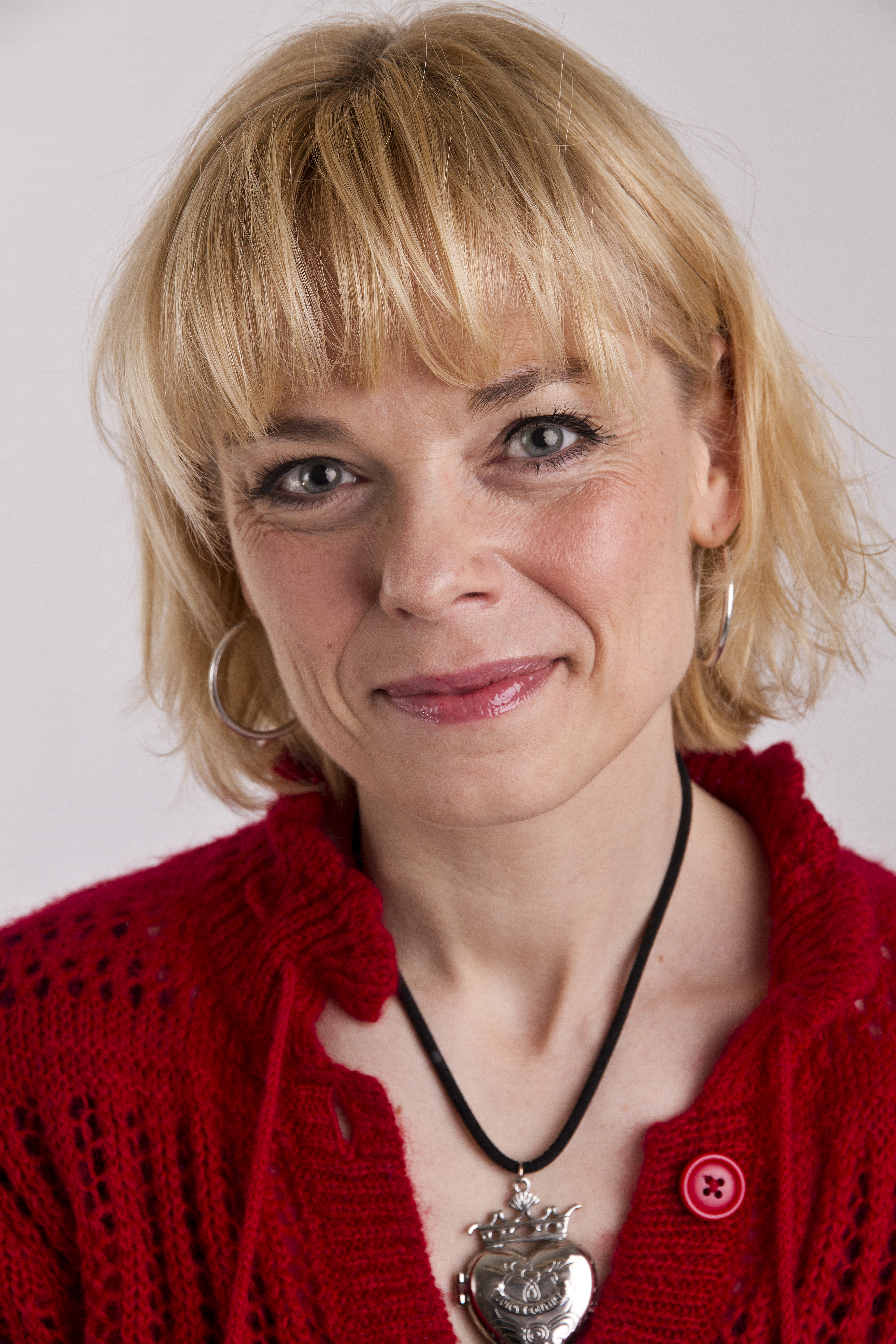
Josefin Brink

Sara Josefin Brink (* 11. November 1969) ist eine schwedische sozialistische Politikerin (Mitglied der Vänsterpartiet) und seit der Wahl 2006 Reichstagsabgeordnete. 2008 wurde sie in den Vorstand der Vänsterpartiet gewählt.

## Leben
Brink wurde zum ersten Mal 2006 für den Wahlkreis Stockholms län in den Reichstag gewählt. 2010 wurde sie wiedergewählt, diesmal jedoch für den Wahlkreis Stockholm-Stadt. Im Reichstag ist sie unter anderem seit 2006 Mitglied des Arbeitsmarktausschusses.
Josefin Brink war früher Chefredakteurin der feministischen Zeitschrift Bang und hat für die Gleichstellungsbehörde (Jämställdhetsombudsmannen) gearbeitet. Sie ist Kolumnistin der sozialistischen Zeitung Flamman.
Josefin Brink hat außerdem in der Ska-Punk-Band Vagina Grande Saxophon gespielt; weitere Bandmitglieder waren u. a. die Schauspielerin Lo Kauppi und die Theaterregisseurin Mia Engberg.
Im Juni 2008 erzählte Brink in einem Interview mit der Boulevardzeitung Expressen, dass sie Mitte der 1990er-Jahre eine Zeitlang in einem Striptease-Club in Göteborg arbeitete, aber schließlich einen solchen Widerwillen gegen diese Tätigkeit empfand, dass sie nach vier Monaten kündigte.